# Бофран, Жермен
Габриель Жермен Бофра́н (фр. Germain Boffrand; 16 мая 1667, Нант — 19 марта 1754, Париж) — французский архитектор, рисовальщик и художник-декоратор. Историк и теоретик архитектуры. Ученик Жюля Ардуэн-Мансара, он был одним из главных создателей стиля французского Регентства в архитектуре, а в оформлении интерьера — стиля рококо. В «архитектурных экстерьерах он придерживался монументального классицизма позднего барокко с некоторыми новшествами в пространственной планировке, которые были исключительными для Франции, что послужило распространению французского стиля Людовика XV по всей Европе».

## Биография
Жермен Бофран был членом большой семьи потомственных художников. Его дед — Матюрен Бофран, живописец и скульптор в бывшей коммуне Машкуль (Machecoul) на Западе Франции. Отец — Жан Бофран, скульптор и архитектор в Нанте. Жермен Бофран был вторым сыном в семье из двенадцати детей. В ранней юности он участвовал в строительных работах своего отца. Как и старший брат Гийом подростком он поступил в Нантский университет, чтобы стать магистром искусств.
Жермен приехал в Париж в 1681 году в сопровождении матери, сестры поэта Филиппа Кино (Quinault). Первое засвидетельствованное упоминание о Бофране в Париже датируется 19 сентября 1685 года, когда он вместе с матерью присутствовал на свадьбе старшей дочери Филиппа Кино с выдающимся живописцем Шарлем Лебреном. Вначале Бофран изучал скульптуру в мастерской Франсуа Жирардо, однако четыре года спустя перешёл к архитектору Жюлю Ардуэн-Мансару. Его дядя, Филипп Кино, ввёл его в число посетителей модных литературных салонов французской столицы и познакомил с потенциальными заказчиками среди парижской аристократии и при королевском дворе. С 1689 года Жермен Бофран был занят на работах в Ведомстве королевских построек (Bâtiments du Roi) под руководством Мансара, в частности на строительстве Оранжереи Версальского дворца и в Париже на проектировании Вандомской площади, где Боффран был среди рисовальщиков, ответственных за детали проектов (1686).
В 1709 году Бофран был принят в члены Королевской академии архитектуры. Архитектор занимался преимущественно заказами аристократии и городской буржуазии, для которых он возводил загородные дома и особняки в Париже (отель Лебрен, отель Амело, отель де Вильяр и другие). С 1709 и до 1740 года занимался также оформлением интерьеров различных парижских зданий — например, Малого Люксембургского дворца, Гран-арсенала и Oтеля Субиз. В 1711 году он был назначен архитектором герцога Лотарингского. Герцог Леопольд I Лотарингский решил восстановить свой замок Люневиль, который позднее прозвали «Лотарингским Версалем». Архитектор Бофран отвечал также за строительство замка Ольнуа для семьи Армуаз и замка Аруэ для семьи Бово-Краон. Ж. Бофрану принадлежит также авторство эскизов для дворца в Коммерси (1708, Лотарингия).
В 1732 году Бофран был назначен королём Людовиком XV генеральным инспектором мостов и дорог. Бофран разработал планы по перестройке и очистке района Ле-Аль (Les Halles), принял участие в конкурсе на площадь Людовика XV (позднее Площадь Согласия). Он построил новую больницу для подкидышей на острове Сите (1748, впоследствии разрушена). Он также работал в больницах Сальпетриер, Бисетр, Отель-Дьё.
В 1742 году, после смерти Жака Габриэля (Жака V Габриэля), он заменил его на посту первого инженера короля (Premier ingénieur du roi).
Бофран окружил себя многими художниками, такими как парижский скульптор Франсуа Дюмон. Он также построил фонтан и охотничий домик в садах замка курфюрста Баварии Максимилиана II Эммануила и работал с Бальтазаром Нoйманом в 1724 году в резиденции в Вюрцбурге (Бавария).
10 января 1745 года Бофран стал членом Лондонского королевского общества. Среди архитекторов, прошедших обучение в его ателье, были Франсуа Доминик Барро де Шефдевиль, Шарль-Луи Клериссо, Пьер Патт и Эммануэль Эре де Корни, строитель ансамбля площадей в Нанси. Два сына Бофрана работали в его мастерской, оба умерли молодыми в 1732 и 1745 годах.
Альбомы с рисунками архитектора не сохранились. Жермен Бофран умер в Париже в 1754 году в возрасте 86 лет.

## Художественный стиль
Жермен Бофран, сотрудник Жюля Ардуэн-Мансара, был одним из главных архитекторов стиля французского Регентства в архитектуре, а в оформлении интерьера — стиля рококо. Своими проектами Бофран способствовал внедрению «стиля рокайля», интегрировав его в архитектуру «большого стиля» конца правления Людовика XIV, в которой доминировали элементы классицизма, что само по себе кажется невероятным. Ведь стиль рококо деструктивен и архитектоничен по природе и связать его с предыдущей стадией развития французской архитектуры было весьма сложным делом. Стремясь сохранить классическую монументальность, Бофран ограничивал действие орнамента рокайля внутренними помещениями, создавая новую пространственную концепцию, а контраст экстерьера и интерьеров оставляя своеобразным сюрпризом для посетителей здания. Именно такое впечатление производит общая композиция и интерьера Отеля Субиз, где Бофран после 1709 года сменил главного строителя Пьера-Алексиса Деламера.
Жермен Бофран является также одним из теоретиков архитектуры. В 1743 году было опубликовано его сочинение «Конная статуя Людовика XIV» (La figure équestre de Louis XIV…), а в 1745 — «Книга об архитектуре» (Livre d’Architecture), сочинения, в которых он на французском и латинском языках развивает идеи новой Эстетика эстетики французской архитектуры и приводит награвированные чертежи некоторых своих сооружений. Его работы популяризировали французский вкус в Европе. Последний трактат был переиздан в 1753 году его учеником Пьером Паттом.
Творчество Бофрана, прежде всего его работы для курфюрста баварского и архиепископов Майнцского и Вюрбургского, оказало значительное влияние на распространение стиля рококо за пределами Франции, в том числе на формирование прусского, или фридерицианского, рококо.
- Проект фасада Отеля Краон, Нанси. 1717—1722
- Люневильский дворец. 1702—1715. Лотарингия
- Шато Коммерси, Лотарингия. 1708—1747
- Шато Коммерси, двор
- Портал дворца Малый Люксембург в Париже. 1710–1713. Гравюра трактата «Книга об архитектуре». 1745
- «Лестница Бофрана». Малый Люксембургский дворец. Вестибюль. 1710–1713
- Отель Субиз. Зал Бурбонов. Ламбри. 1736—1739. Париж
- Отель Субиз. Овальный зал. 1736—1739

## Основные постройки
- 1685—1699: Вандомская площадь в Париже, участие в проекте под руководством Ж. Ардуэн-Мансара
- 1700: отель Лебрен в Париже, для племянника и наследника Шарля Лебрена
- 1704: отель д’Аржентон, для фаворитки Филиппа II Шарля де Бурбон, герцога Орлеанского
- 1702—1715: Люневильский дворец для герцога Лотарингии Леопольда I
- 1705: охотничий замок Бушфор в Брюсселе для герцога Баварии Максимилиана II
- 1710—1713: Малый Люксембург в Париже, перестройка дворца для Анна-Генриетта фон Пфальц-Зиммерн, вдовы Генриха III Жюля де Бурбон, принца Конде
- 1710: отель Амело в Париже
- 1712: дворец Ла Малгранж для герцога Леопольда Лотарингского
- 1715—1725: библиотека Арсенал в Париже, для герцога де Мен
- 1713: отель де Торси в Париже (ныне дворец Богарне) для Жан-Батиста Кольбера (ныне — здание посольства Германии во Франции)
- 1717—1722: Отель Краон в Нанси
- 1724: Вюрцбургская резиденция для князя-епископа Иоганна Филиппа Франца фон Шёнборна
- 1736—1739: интерьеры Отеля Субиз, Париж